# Tanycolagreus topwilsoni
Tanycolagreus topwilsoni es la única especie conocida del género extinto Tanycolagreus (gr. "cazador de largos brazos") de dinosaurio terópodo celurosauriano tiranosauroideo , que vivió a finales del período Jurásico, hace aproximadamente 152 millones de años, en el Kimmeridgiense, en lo que hoy es Norteamérica.

## Descripción

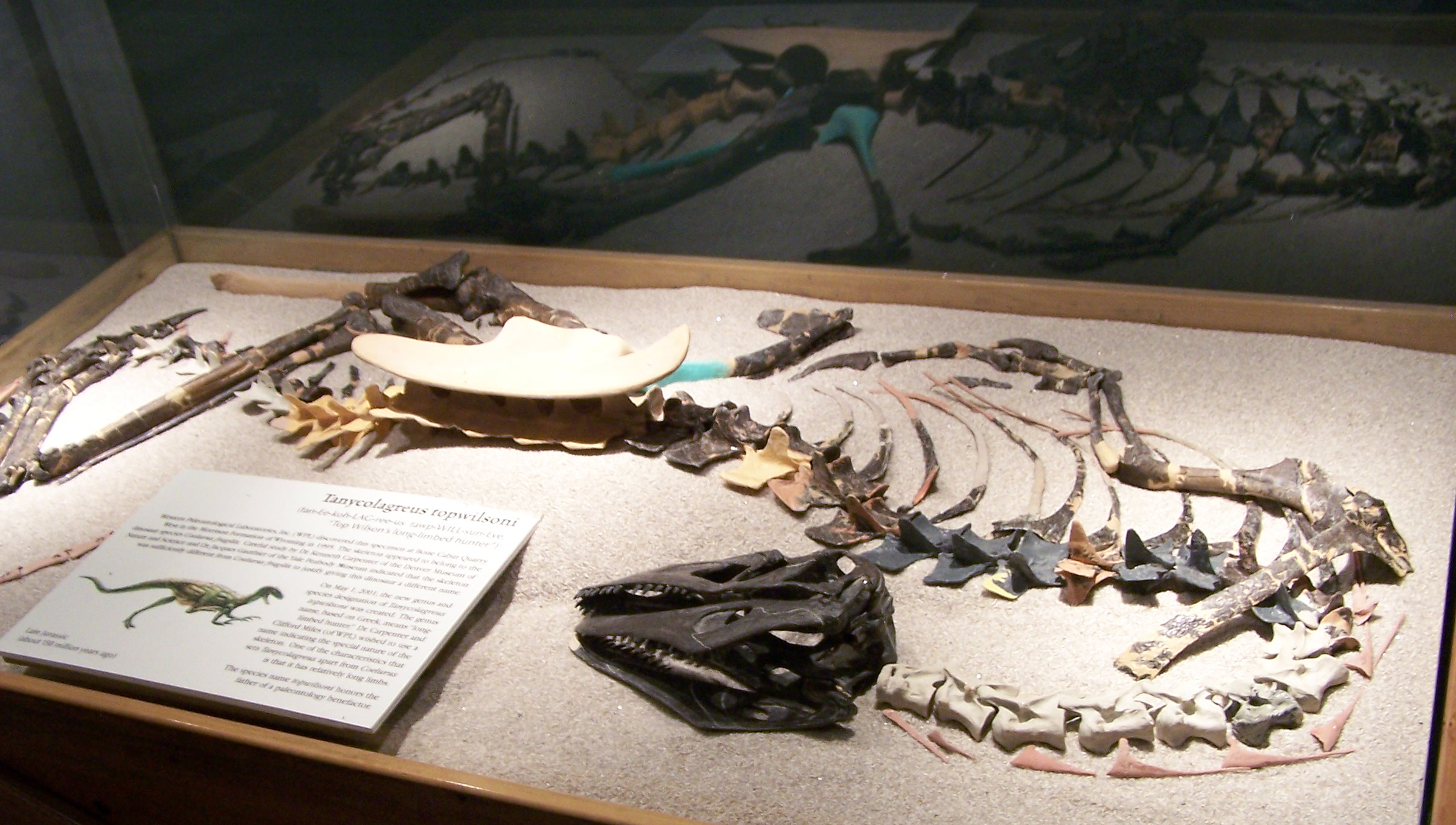
Holotipo de Tanycolagreus, Museo de la Vida antigua de América del Norte.

Carpenter determinó que el holotipo de Tanycolagreus representa un individuo subadulto que habría medido en vida cerca de 3,3 metros de largo. Sin embargo, uno de los paratipos, el premaxilar de la Cantera de Cleveland-Lloyd, habría pertenecido a un individuo más grande midiendo cerca de 4 metros de largo.  En 2010 , Gregory S. Paul estimó el peso de un animal de 4 metros de largo en 120 kilogramos. No puede determinar si el espécimen de Cleveland-Lloyd representa a un adulto completamente maduro, así que el límite superior del tamaño para el taxón sigue siendo desconocido. La cabeza de Tanycolagreus es grande, alargada y de perfil rectangular debido a un hocico romo. La pierna es bastante larga y de constitución ligera.

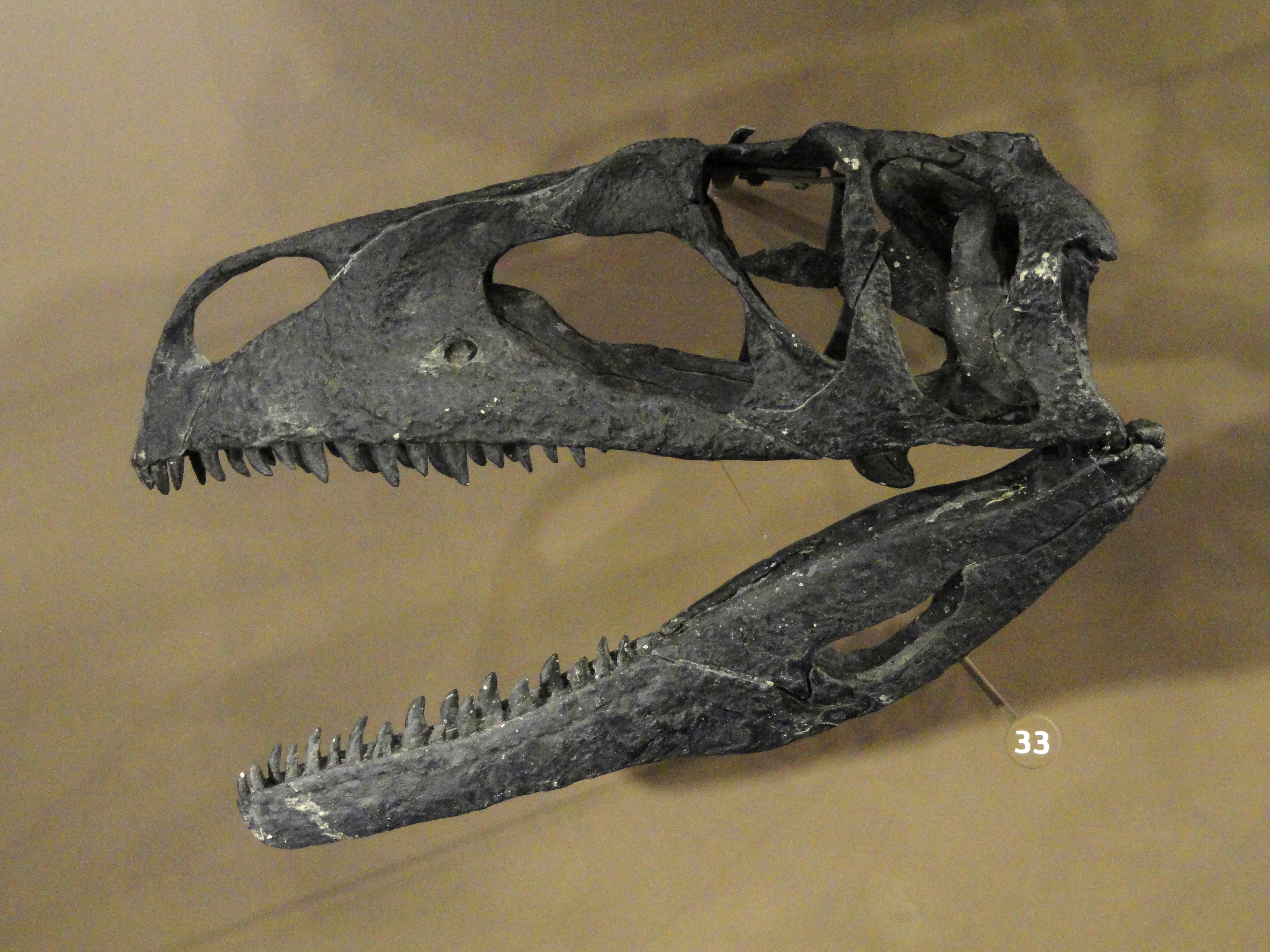
Cráneo reconstruido de Tanycolagreus topwilson en el Museo de Historia Natural de Utah.

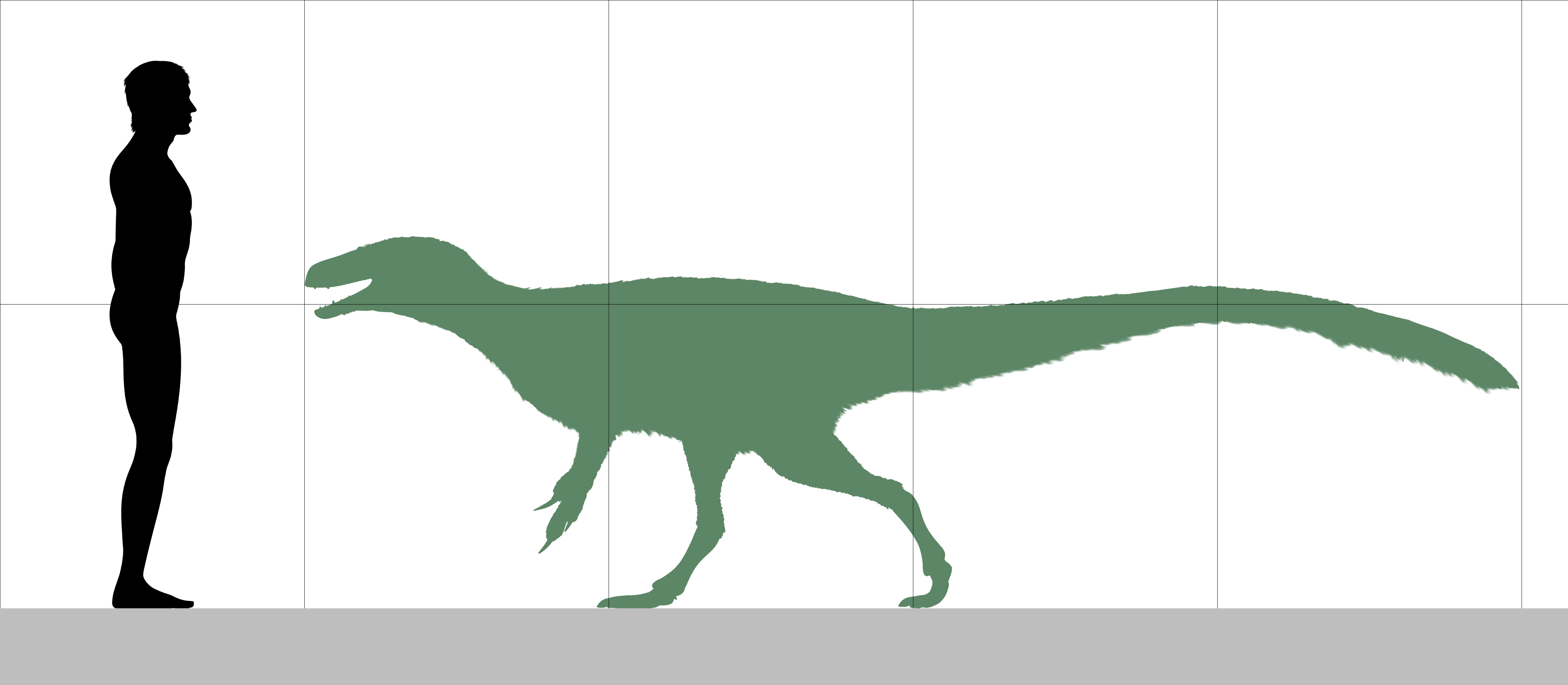
Tamaño estimado de Tanycolagreus, basado en Carpenter

Carpenter et al. diagnosticaron a Tanycolagreus topwilsoni por lo siguiente: "Un tetanuro de tamaño mediano con un premaxilar corto, de cuerpo profundo perforado por un foramen narial en la base del proceso nasal, proceso orbital en lámina cuadratoyugal, postorbital centrodiapofiseal, forma de T en las dorsales. Se diferencia de Coelurus en la ausencia de pleurocoelo en dorsales anteriores; las prezigapófisis caudales posteriores alargadas a la mitad longitud del centro, a su vez corto; derecho, el eje sigmoideo humeral algo arqueado, antes que derecho, el radio de fondo plano algo que pie púbico formado arcos; el eje femoral sigmoideo derecho; metatarsode longitud casi igual a la longitud humeral, con un índice húmero/metatarso de 1,75. Se diferencia de Ornitholestes en el margen anterior recto del premaxilar, algo redondeado; la forma en T del cuadratoyugal en forma de L; espina neural alargada; prezigapófisis caudales posteriores solamente alcanzando la mitad de la longitud del centro; radio arqueado, delgado más que derecho y robusto. El único diente premaxilar preservado con el holotipo está muy dañado, pero exhibe la sección representativa asimétrica típica en dientes de terópodos; los dientes de la mejilla se preservan demasiado mal para demostrar cualquier detalle.

## Descubrimiento e investigación

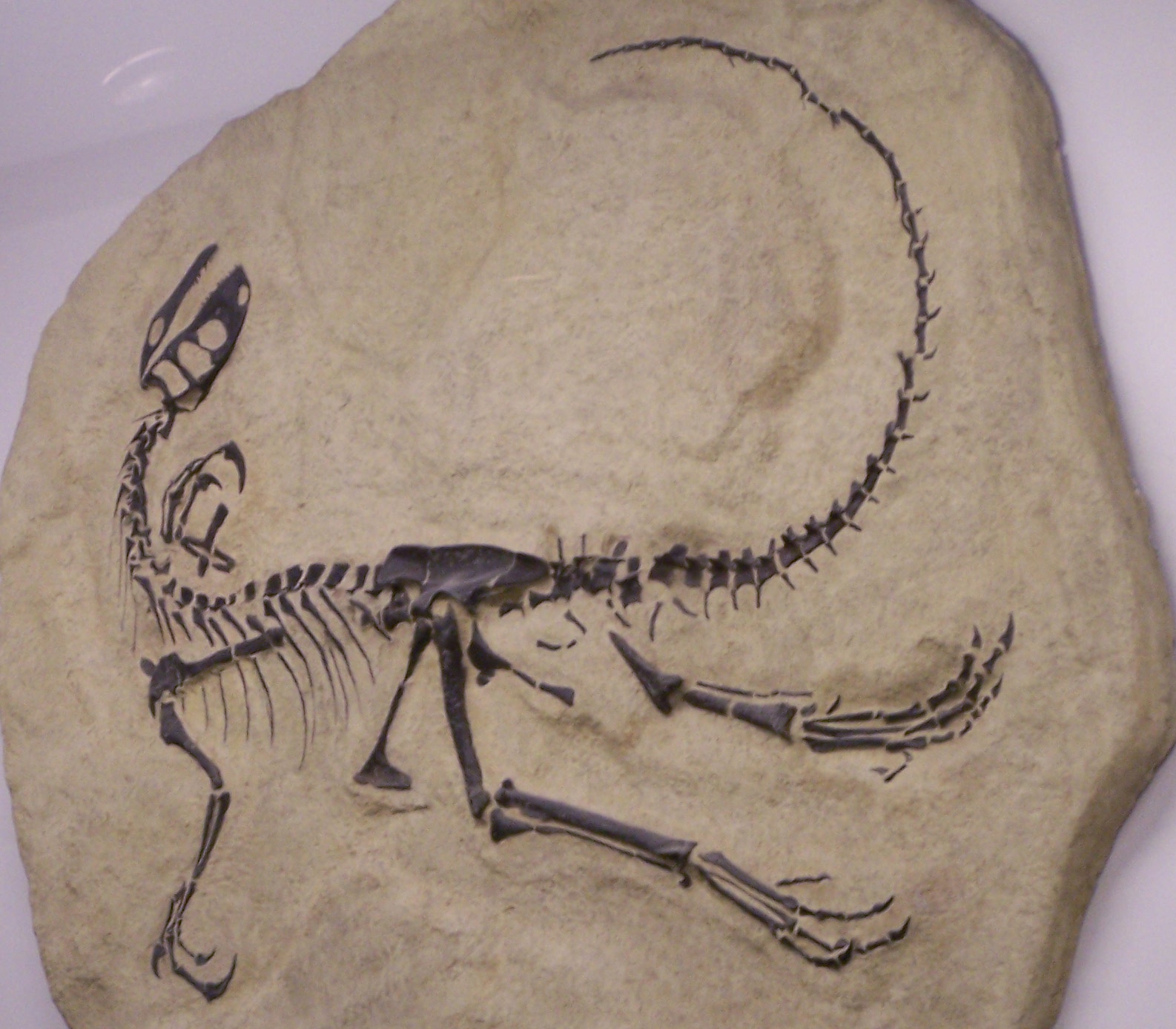
Esqueleto del holotipo de Tanycolagreus.

El holotipo es un esqueleto parcial encontrado en la Cantera de la Cabaña de Huesos, en inglés llamada Bone Cabin Quarry, una localidad del oeste, Condado de Albano, Wyoming, Estados Unidos, en la Formación Morrison datada de Oxfordiense al Titoniense. Al principio, se consideró que el hallazgo era un espécimen de Coelurus, pero un estudio posterior indicó que representaba una especie nueva para la ciencia, que en 2001 se anunció que se llamaría Tanycolagreus topwilsoni. Este espécimen, TPII 2000-09-29, incluye un cráneo incompleto y mandíbulas y gran parte del esqueleto postcraneal, y dos paratipos  también han sido referidos, una mano incompleta originalmente asignada a Ornitholestes hermanni, también recogida en Bone Cabin Quarry y un premaxilar, originalmente asignado a Stokesosaurus clevelandi, de la Cantera de Dinosaurios de Cleveland-Lloyd, en inglés Cleveland-Lloyd Dinosaur Quarry, en el estado de Utah. Tanycolagreus está presente en la zona estratigráfica 2 de Morrison. Se han recuperado restos posiblemente referidos a Stokesosaurus de la zona estratigráfica 5 de la Formación Morrison. Una restauración de la vida de Tanycolagreus también está en exhibición en el Museo de Vida Antigua de América del Norte, donde se lo representa depredando a un pequeño dinosaurio ornitisquio , Nanosaurus agilis. Otros restos posiblementes referibles a Stokesosaurus han sido recogido de la zona estatigráfica 5 de la Formación Morrison. El cráneo de  Tanycolagreus es menos conocido que su esqueleto postcraneal y solamente se han encontrado los siguientes elementos: nasal izquierdo, lacrimal derecho, diente premaxilar derecho y un premaxilar, postorbital derecho, cuadradoyugal, el hueso escamoso izquierdo incompleto, dientes del hueso cuadrado derecho en la zona articular y malar, espleniales derecho e izquierdo.  En realidad, fue nombrado y descrito por Kenneth Carpenter , Clifford Miles y Karen Cloward.en 2005. La etimología de Tanycolagreus se basa en la estructura de sus miembros delanteros largos, del griego clásico tany largo, estirado kolon miembro y agreus cazador, el nombre de la especie se da por George "Top" Wilson.

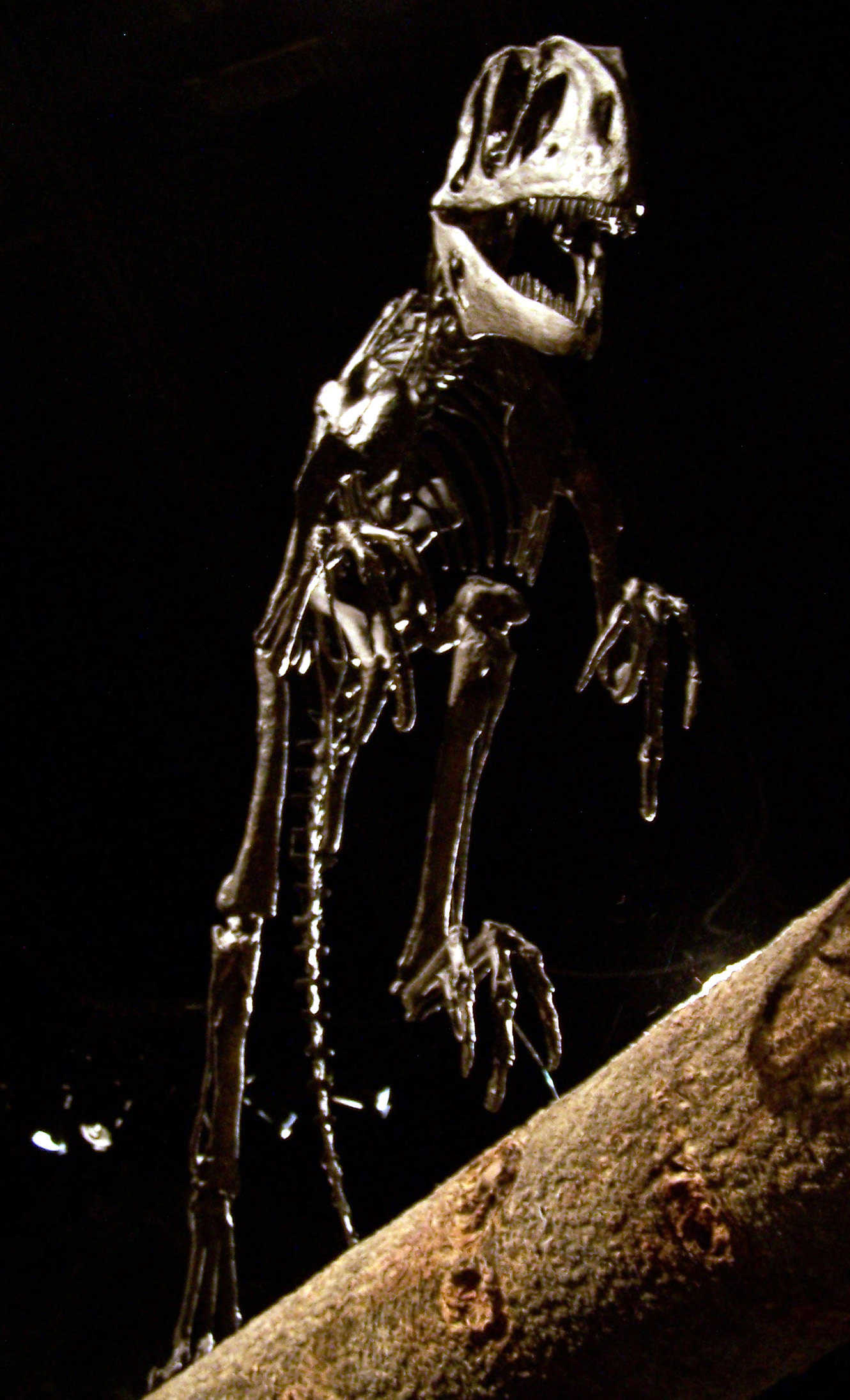
Tanycolagreus visto desde el frente.

El fósil, holotipo TPII 2000-09-29, fue donado a la ciencia por un benefactor anónimo. Es parte de la colección de Thanksgiving Point Institute, Inc. y se exhibe en el Museo Norteamericano de Vida Antigua en Lehi, Utah . Incluye un cráneo y una mandíbula incompleta y gran parte del esqueleto poscraneal, es decir, las partes detrás de la cabeza. El cráneo de Tanycolagreus es menos conocido que su anatomía poscraneal y solo se han encontrado los siguientes elementos: nasal izquierdo, lagrimal izquierdo, premaxilar izquierdo y un diente premaxilar, izquierdo postorbitario, cuadratoyugal izquierdo, escamoso izquierdo incompleto , cuadrado derecho, esplenio derecho , articular izquierdo y dos molares. Se ha asignado un paratipo a la especie, el espécimen AMNH 587, que consiste en una mano incompleta también recolectada de Bone Cabin Quarry y originalmente en 1903 por Henry Fairfield Osborn referido a Ornitholestes hermanni. Otros dos fósiles han sido referidos a Tanycolagreus, UUVP 2999, un premaxilar , originalmente en 1974 referido a Stokesosaurus clevelandi, de la cantera Cleveland-Lloyd de Utah, y USNM 5737, un par de pubis distales de Colorado a principios de 1920 por Charles Whitney Gilmore referido a Coelurus. Estos especímenes son del miembro posterior de Brushy Basin.

## Clasificación
Carpenter y colegas originalmente asignaron a Tanycolagreus a Coeluridae. Aunque un detallado análisis filogenético de Tanycolagreus tiene todavía que ser realizado, Carpenter et al. indica que de todos los otros terópodos conocidos de Morrison, este género se asemeja lo más posible a Coelurus, aunque conserva características más primitivas. Una restauración en vida de Tanycolagreus está en la exhibición en el Museo Norteamericano de la Vida Antigua, Lehi, Utah, donde se lo retrata cazando sobre un pequeño dinosaurio ornitisquio, Othnielia rex. Un análisis filogenético detallado realizado en 2007 por Philip Senter, incluido Tanycolagreus, mostró que tenía una posición basal en Tyrannosauroidea. Análisis posteriores indicaron una posición basal en Coelurosauria.